# Salman Rushdie
Sir Salman Rushdie (Mumbai, 19. lipnja 1947.) je angloindijski romanopisac i esejist. Njegov prepoznatljivi književni stil kritičari najčešće nazivaju magičnim realizmom. Povezanosti, rascjepi i migracije između Istoka i Zapada predstavljaju dominantnu temu njegovog stvaralaštva. Kako zbog svojih književnih dostignuća tako i zbog brojnih kontroverzi i skandala koji ga prate predstavlja jednog od najznačajnijih pisaca 20. stoljeća. Njegova djela prevedena su na više od 40 svjetskih jezika.

## Životopis
Salman Rushdie rođen je u muslimanskoj obitelji srednjeg sloja u Mumbaiju. Kao jedini sin uglednog poslovnog čovjeka i učiteljice školovao se najprije u Mumbaiju, a potom u Engleskoj na Kraljevskom koledžu u Cambridgeu gdje je 1968. godine diplomirao povijest. U vrijeme rata između Indije i Pakistana njegova obitelj se seli u Pakistan. Roman Djeca ponoći (1981.), alegorijska priča o rođenju suvremene indijske nacije, donosi mu popularnost svjetskih razmjera.

## Kontroverze
Rushdie je bio predmetom kontroverzi zbog dvaju romana; „Djeca ponoći” (1981.) i „Sotonski stihovi” (1988.). Zbog prvog romana našao se na udaru hindusta koji su ga protumačili kao kritički osvrt na rođenje suvremenog indijskog identiteta pa su mu iz rodnog zavičaja počele stizati prijetnje, a zbog drugog se našao na udaru muslimana diljem svijeta što je rezultiralo kontroverzom općih razmjera. U tom se djelu pojavljuje lik imama, vjerskog fanatika i zlog luđaka, koji se nakon godina emigracije na Zapadu vraća kući s prijezirom prema zapadnoj kulturi. Određeni muslimani tvrdili su da Rushdie likom pokušava diskreditirati njihovog poslanika Muhameda, a drugi kako se radi o iranskom ajatolahu Ruholahu Homeiniju koji je osobno izdao fetvu (vjerski proglas) osuđujući Rushdija i njegovo djelo.
Homeinijev proglas iz 1989. godine u britanskim je medijima opisan kao „poziv na ubojstvo književnika, izdavača i svih onih koji posjeduju roman”, a kasnije i da „iranski vođa nudi nagradu od više milijuna dolara za njegove ubojice”. Visoki iranski dužnosnici godinama su odbacivali takve optužbe, a iranski ministar vanjskih poslova Kamal Harazi 24. rujna 1998. izjavio je da „iranska vlada nema nikakvih namjera odnosno planova o izravnom ili neizravnom ugrožavanju književnikovog života i osoba povezanih s njegovim djelom”. Nekoliko dana kasnije, prilikom posjeta sjedištu Ujedinjenih naroda, iranski predsjednik Muhamed Hatami kontroverzu je nazvao „završenim slučajem”.
Britanski autori kao što su Baqer Moin i Kenan Malik ističu da kontroverze oko „Sotonskih stihova” nisu vjerski već politički motivirane, te da su počele u studenom 1988. prilikom izbora u Indiji gdje su muslimanski tvrdolinijaši napali Rushdijevo djelo zbog prikupljanja političkih bodova. Knjiga je ubrzo zbog izazivanja sve većih sukoba zabranjena prvo u Indiji, a potom i u nekim nemuslimanskim državama kao što su Kenija, Tanzanija, Venecuela, Tajland, Singapur i Južnoafrička Republika. S druge strane, „Sotonski stihovi” nisu zabranjeni u Iranu koji je bio žarištem medijskih kontroverzi, niti je zabranu knjige predlagao sam Homeini. Autor Homeinijeve biografije Baqer Moin navodi da je iranski profesor u službi vlade napravio je opsežni osvrt Rushdijeve knjige na 700 stranica i u sažetom ga obliku poslao u ured Homeinija koji je nakon pročitanog izjavio: „Svijet je oduvijek bio pun luđaka koji pričaju besmislice i zato na ovo ne treba niti reagirati. Smatrajte to nevažnim.” Sam Salman Rushdie ranije je bio popularan u Iranu gdje je njegovo djelo „Sram” (1983.) osvojilo nagradu iranske vlade za najbolji prijevod godine, a jednako dobro primljeni su i „Sotonski stihovi”: novela je naišla na pozitivan odjek u iranskim medijima, njeni citati učestalo su se vrtili na iranskim radio-postajama, a otvorene rasprave o istoj vodile su se i na ulici i u samoj iranskoj vladi. Malik također ističe da iza vodeće muslimanske organizacije u Britaniji koja je oštro kritizirala Rushdija zapravo stoji salafistička Saudijska Arabija, ideološki rival šijitskom Iranu u islamskom svijetu. Suočen s prijetnjama smrću u samoj Britaniji, Rushdie se uz pomoć tamošnje vlade i policije skrivao gotovo čitavo desetljeće i rijetko se pojavljivao u javnosti.

## Napad u institutu Chautauqua (2022.)
Dana 12. kolovoza 2022., dok se pripremao za predavanje u Chautauqua Institutu  u Chautauquai u državi New York, Rushdieja je napao muškarac koji je izjurio na pozornicu i više puta mu nanio ubodne rane nožem, uključujući i rane na vratu. Napadača su svladali prisutni članovi publike prije nego što je priveden. Rushdie je helikopterom prebačen u bolnicu u Erieu u Pennsylvaniji, gdje je operiran. Rushdiejev zastupnik, Andrew Wylie, je rekao da će "Salman vjerojatno izgubiti jedno oko; živci u ruci su mu presječeni, a jetra mu je izbodena i oštećena." Wylie je rekao da je Rushdie trenutno na respiratoru te da ne može govoriti. Osumnjičenik je identificiran kao 24-godišnji Hadi Matar iz Fairviewa, New Jersey.

## Zanimljivosti
Rushdie je podržao svog prijatelja, njemačkog pisca i dobitnika Nobelove nagrade Güntera Grassa kada je nakon šezdeset godina šutnje priznao da je kao mladić bio član nacionalsocijalističke SS jedinice. 

## Književna djela
Novele
- „Grimus” (1975.)
- „Djeca ponoći” (1981.)
- „Sram” (1983.)
- „Sotonski stihovi” (1988.)
- „Maurov posljednji uzdah” (1995.)
- „Tlo pod njenim nogama” (1999.)
- „Bijes” (2001.)
- „Klaun Shalimar” (2005.)
- „Firentinska čarobnica” (2008.)

Zbirke
- „Beskućnik po izboru” (1992.), koautori: R. Jhabvala i V. S. Naipaul
- „Istok, zapad” (1994.)

Priče za djecu
- „Harun i more priča” (1990.)
- „Luka & Vatra života” (2010.)

Eseji
- „Jaguarov osmijeh: putovanje u Nikaragvu” (1987.)
- „U dobroj vjeri” (1990.)

## Citirana literatura
- (engl.) Malik, Kenan. 12. veljače 2009. Exploding the fatwa myths. The Guardian. London.
- (engl.) Forsythe, David. 2009. Encyclopedia of human rights. Oxford University Press. New York. ISBN 9780195336887. OCLC 252584097CS1 održavanje: parametar ref identičan predodređenom (link)
- (hrv.) Jergović, Miljenko. 23. kolovoza 2010. Rushdie. Jergovic.com. Zagreb.
- (engl.) Moin, Baqer. 1999. Khomeini: Life of the Ayatollah. Thomas Dunne books. New York. ISBN 9780312264901. OCLC 610925833CS1 održavanje: parametar ref identičan predodređenom (link)
- (engl.) Salman Rushdie. 2010. About Salman. Salman-Rushdie.com. London.

## Vanjske poveznice
- (engl.) Službena stranica Salmana Rushdija
- (engl.) The Literature and Culture of Pakistan: Salman Rushdie
- (engl.) British Council: Salman Rushdie

Wikimedijski zajednički poslužitelj:
|  | Zajednički poslužitelj ima još gradiva o temi Salman Rushdie |